# Ernst Wille (Architekt)
Ernst Wille (* 5. März 1860 in Berlin; † 19. April 1913 in Rom) war ein in Rom tätiger deutscher Architekt.

## Leben

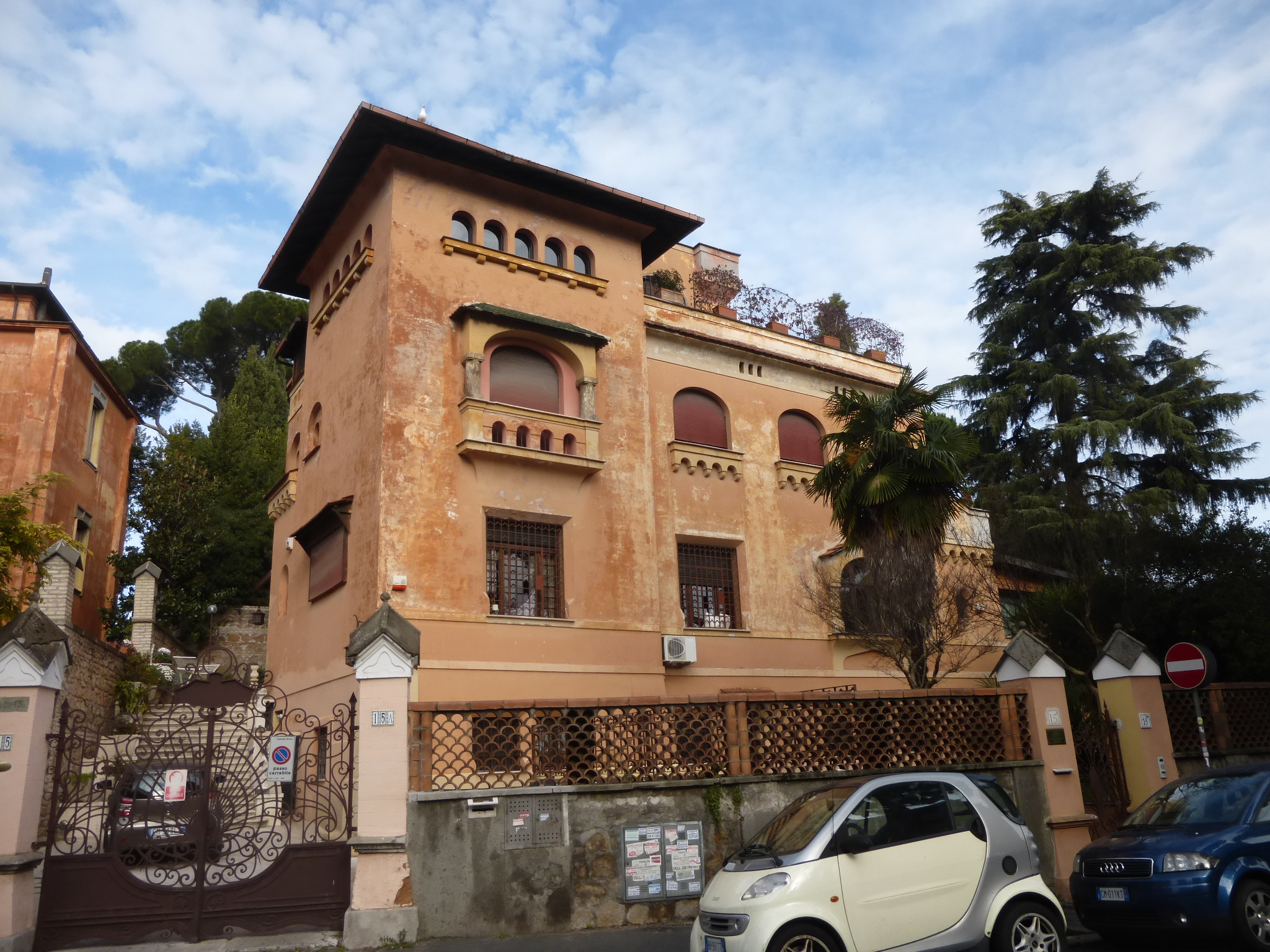
Villino Nast-Kolb

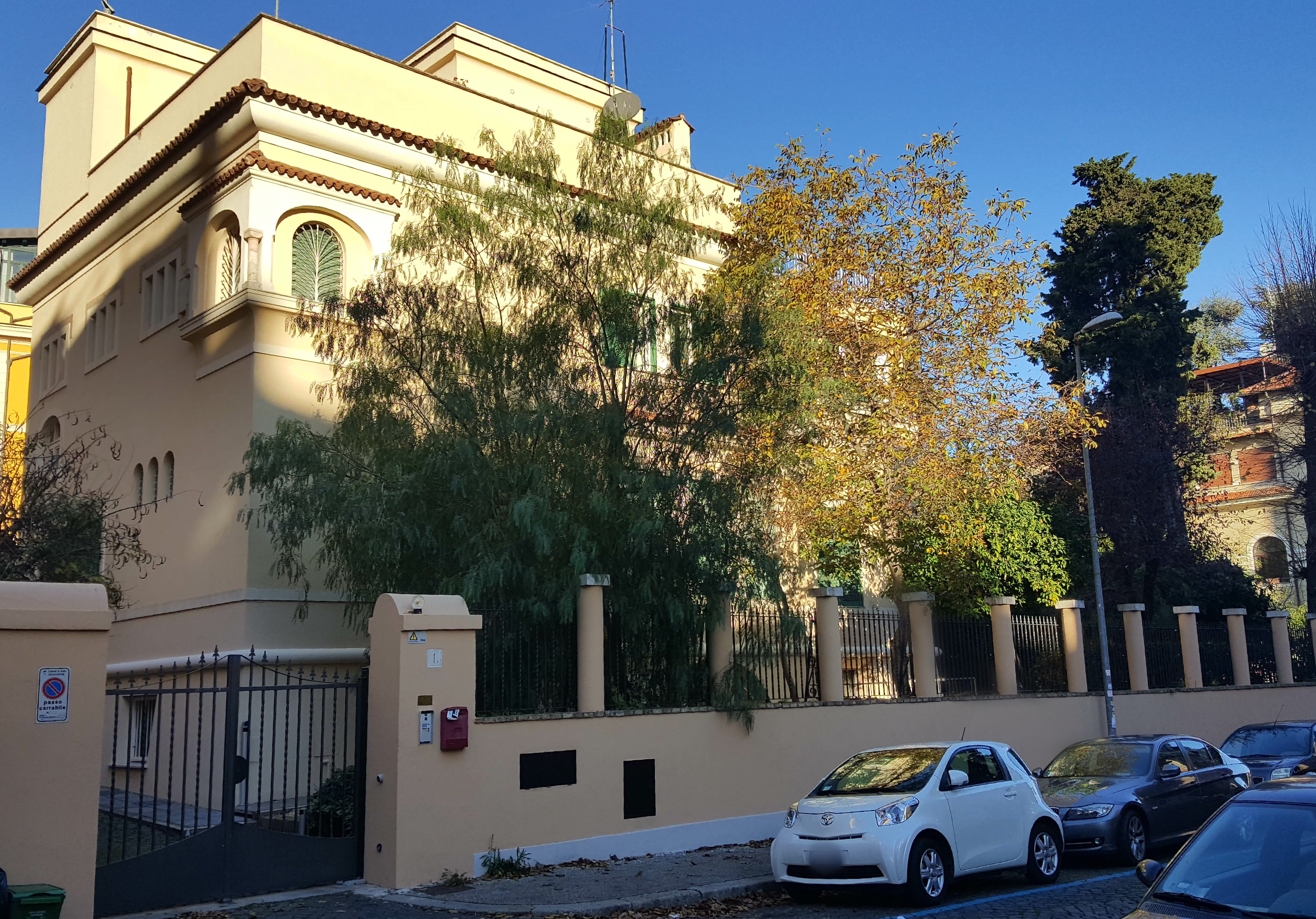
Villino Amelung

Ernst Wille war in den 1890er Jahren Architekt und Mitinhaber der Berliner Firma Emil Wille & Comp., eines Spezialgeschäfts für Heizung und Ventilation, das auch den Berliner Hof belieferte. Seit 1899 lebte er in Rom, wo er mehrere historistische Villen erbaute, so 1899 das Villino Meurer für den in Rom niedergelassenen Kaufmann und Unternehmer Coelestin Meurer (1844–1921, Bruder des ebenfalls in Rom wirkenden Malers und Kunstpädagogen Moritz Meurer), für den Musikwissenschaftler Friedrich Spiro 1904 das Villino Spiro, 1904/1905 das Villino Amelung, den Wohnsitz des seit 1896 in Rom lebenden deutschen Privatgelehrten Walther Amelung (1865–1927), heute Sitz des wissenschaftlichen Kollegs des Deutschen Archäologischen Instituts Rom, und 1905 das Villino Nast-Kolb für den Bankier und Konsul Adolf von Nast-Kolb (1839–1921), den Neffen Karl von Kolbs. Von 1906 bis 1908 errichtete er das Villino Wille als seinen eigenen Wohnsitz. 
Bis 1909 entstand nach seinen Plänen ein Neubau an der Villa Bonaparte, die in diesem Zuge unter Willes Leitung saniert und restauriert wurde. Beide Gebäude bezog die Preußische Gesandtschaft beim Heiligen Stuhl unter Otto von Mühlberg (1843–1934).
Willes meist zweigeschossige Villen wurden in traditionell römischen Backstein- und Stuckfassaden ausgeführt, zu asymmetrischen Baumassen gegliedert und zeigen als Referenz an mediterranen Lebensstil Loggien, Balkone und Terrassen. Trotz gewisser Anklänge an römische Architektur des Mittelalters blieb sein Stil zurückhaltend und einfach. Zwei seiner Villen wurden 1915 in einer italienischen Fachveröffentlichung rezipiert.
Ernst Wille war Mitglied des Deutschen Künstlervereins zu Rom und in den Jahren 1904/1905 dessen Vorsitzender. Auch war er (das einzige nicht-italienische) Mitglied der Associazione artistica fra i cultori di architettura in Roma. Er starb im Alter von 53 Jahren und fand seine letzte Ruhestätte auf dem Protestantischen Friedhof Roms an der Cestius-Pyramide.